# Mazères-sur-Salat
Mazères-sur-Salat è un comune francese di 611 abitanti situato nel dipartimento dell'Alta Garonna nella regione dell'Occitania.

## Società

### Evoluzione demografica
Abitanti censiti